# Реакторная установка
Реа́кторная устано́вка (РУ) — комплекс систем и элементов АЭС, предназначенный для преобразования ядерной энергии в тепловую, включающий реактор и непосредственно связанные с ним системы, необходимые для его нормальной эксплуатации, аварийного охлаждения, аварийной защиты и поддержания в безопасном состоянии при условии выполнения требуемых вспомогательных и обеспечивающих функций другими системами станции. Границы РУ определяются Генеральным конструктором РУ, Генеральным проектировщиком и Научным руководителем и предоставляются в составе технического проекта РУ.

## Состав реакторной установки
В водо-водяных реакторах в реакторную установку входят:
- Реактор.
- Трубопроводы 1-го контура.
- Компенсатор объёма (компенсатор давления).
- Главные циркуляционные насосы.
- Главные запорные задвижки (только в ВВЭР-440 и «несерийных» ВВЭР-1000, впоследствии от них отказались).
- Парогенераторы.

Как правило, на 1 тип реактора проектируют несколько типов реакторных установок, которые и определяют конструкцию блока АЭС. Блоки АЭС с одним типом РУ очень похожи.
Например для АЭС с реактором ВВЭР-440 разработаны следующие типы блоков с разными РУ: В-179, В-230, В-213, В-270.
В технической документации пишется, например, «ВВЭР-440/В-230».
На 2010 год на разных стадиях разработки находятся проекты РУ:
- РУ В-392 с ВВЭР 1000 МВт;
- РУ В-448 с ВВЭР 1500—1600 МВт;
- РУ В-466Б с ВВЭР 1000 (проект АЭС-92), разработчик — Атомэнергопроект (Москва)[2];
- РУ В-392М/ВВЭР 1200 (проект АЭС-2006, первый и второй блоки 2-й Нововоронежской АЭС)[2];
- РУ В-491/ВВЭР 1200 (первый и второй блоки 2-й Ленинградской АЭС))[2];
- РУ В-488 с ВВЭР 1300 МВт;
- РУ В-498 с ВВЭР 600 МВт;
- РУ В-407 с ВВЭР 640 МВт;
- РУ В-478 с ВВЭР 300 МВт.